# چنده
چَنده (چَند دِه)، روستایی از توابع بخش میانکوه شهرستان اردل در استان چهارمحال و بختیاری ایران است این روستا گرمسیر برخی از مردم طایفه چهاربنیچه میباشد که به دلیل سکونت یکجا نشینی این مردم در روستای ارجل دیناران از سال ۱۳۹۵ تقریبا خالی از سکنه شده و سه خانوار در ان سکونت دارند این روستا در مجاورت رود کارون قرار دارد و در خاک ان برنج کاشت میشود.

## جمعیت
این روستا در دهستان شلیل قرار دارد و براساس سرشماری مرکز آمار ایران در سال ۱۳۸۵، جمعیت آن ۲۳۶ نفر (۳۸خانوار) بوده‌است.

## مشاهیر
پدر ناهید کیانی تکواندو کار ایرانی اصالتا اهل همین روستا می باشد.